# Narcotráfico en España
El narcotráfico en España se refiere al negocio de las drogas ilícitas de efectos psicotrópicos en España, la producción y distribución de estos productos, así como la evolución histórica de esta actividad económica. España es uno de los puntos de entrada más importantes de hachís y cocaína en Europa, debido a su cercanía con Marruecos en el caso del hachís, y su posición geográfica así como sus lazos culturales con América Latina en el caso de la cocaína.

## Historia

### Antecedentes (hasta 1970)
Es difícil hablar de crimen organizado antes de la década de 1970 en España. Hasta 1918 no existía prohibición de las drogas hoy consideradas ilegales. Su uso estaba regulado como el de cualquier otro fármaco y estas se dispensaban en farmacias y otros establecimientos, incluyendo heroína y cocaína. En 1918, en aplicación del «Convenio Internacional sobre restricción en el empleo y tráfico de opio, morfina, cocaína y sus sales» empezó el control de algunas drogas, requiriendo receta médica para acceder a ellas. Esto marca el comienzo de un mercado negro asociado a médicos y farmacéuticos. Durante la dictadura de Primo de Rivera se aumentó la persecución legal tanto al tráfico como al consumo. Ya en la Segunda República, en 1932, se prohíbe incondicionalmente la heroína.
Durante el primer franquismo se extendió masivamente el uso de anfetaminas y barbitúricos, que llegaron a conocerse internacionalmente como «la droga española». El consumo de morfina estaba institucionalizado mediante el carnet de «extradosis», que garantizaba el acceso a esta en farmacias. El uso de cannabis continuaba relegado a ambientes marginales y el consumo de cocaína estaba limitado a círculos privilegiados.
El segundo franquismo coincidió en la década de 1960 con el auge de las drogas psicodélicas, que llegaron a España mediante el turismo masivo, lo cual despertó cierta alarma social. En 1966, España ratificó el Convenio único de estupefacientes de 1961, que fue seguido de la creación de la Brigada Especial de Estupefacientes y la ilegalización del LSD, mescalina y psilocibina en 1967, la Ley sobre peligrosidad y rehabilitación social en 1970 y una posterior reforma del Código Penal.
En la década de los 60 se hicieron frecuentes las redadas contra el tráfico de hachís y otros derivados del cannabis. Estos se introducían en pequeñas cantidades para consumo propio o venta al por menor desde Marruecos a través de Ceuta. También se introducía cannabis a pequeña escala desde otros países, como Países Bajos, tanto en viajes individuales como por envíos por correo.[cita requerida]

### Década de 1970
En Galicia, durante los años 1970, algunos contrabandistas de estraperlo comenzaron a organizarse para el contrabando de tabaco desde Portugal. Facilitado por el apoyo social y la complicidad política, crearon una infraestructura de distribución ilegal que en la pŕoxima década se convertirá al tráfico de hachís y cocaína.

### Década de 1980
Los años 1980 se caracterizaron por un gran aumento del consumo de cocaína y heroína. El consumo de heroína inyectada fue especialmente dañino para la salud pública en esta década debido a la aparición del VIH/sida.
En Galicia, a principios de los años 1980, los contrabandistas de tabaco sofisticaron sus operaciones. Comenzaron a pasar de las rutas fronterizas con Portugal a las descargas de buques por vía marítima y tejieron redes de blanqueo de capitales mediante contactos con banqueros suizos. A mediados de la década, algunos clanes gallegos comenzaron a trabajar con el Cártel de Medellín, dando el salto al tráfico de cocaína. En abril de 1984, sicarios de Pablo Escobar asesinaron al Ministro de Justicia de Colombia, Rodrigo Lara Bonilla. El Gobierno de Belisario Betancur declaró la guerra a los narcotraficantes, lo cual llevó a los capos del Cártel de Medellín a huir del país. Dos de ellos, Jorge Luis Ochoa y José Nelson Matta Ballesteros huyeron a Madrid, así como Gilberto Rodríguez Orejuela del Cártel de Cali. Ochoa Vásquez y Rodríguez Orejuela se afincaron en Madrid, donde establecieron sus oficinas para el blanqueo de capitales y consolidar el tráfico entre Colombia y España. Matta Ballesteros se afincó en La Coruña para continuar trabajando con los clanes gallegos. El 15 de noviembre de ese mismo año, la Policía asaltó el chalé de Pozuelo de Alarcón donde Ochoa Vásquez y Rodríguez Orejuela tenían su oficina y fueron detenidos y encarcelados. Pasaron dos años en la cárcel de Carabanchel mientras se negociaba su extradición a Estados Unidos. Durante el cumplimiento de su condena coincidieron en la cárcel con varios contrabandistas gallegos, incluido Sito Miñanco. La salida de prisión de los contrabandistas gallegos y los narcos colombianos, marcó el principio de la época de más actividad en el tráfico de cocaína entre Colombia y España a través de Galicia.
En este contexto de pleno auge de tráfico y consumo de drogas duras, un grupo de madres fundó en 1986 la Asociación Érguete («Levántate» en gallego), y junto a otras asociaciones que se formaron en la misma época como Madres Unidas Contra la Droga de Madrid, pasarían a la historia como el movimiento de las madres contra la droga. En su acto de presentación pública en Vigo, sorprendieron a prensa y políticos leyendo en voz alta una lista de 38 bares de la ciudad donde se vendían drogas duras. Más adelante, en una segunda convocatoria, repitieron dicha lista y añadieron otra de nombres y apellidos de conocidos narcos. Iniciaron una lucha contra los narcos, recorriendo la costa dando charlas informativas y más adelante organizando manifestaciones y escraches en casas de narcos. Según Carmen Avendaño, una de las fundadoras, en aquel periodo recibieron intimidaciones y amenazas de los narcotraficantes locales, incluso en presencia de Sito Miñanco y Laureano Oubiña.
Otro frente contra el narcotráfico fue el terrorismo. En 1980, ETA Militar declaró la guerra a la «mafia de la droga» e inició una serie de atentados terroristas contra locales y personas relacionadas con el tráfico de drogas en el País Vasco. Este movimiento fue seguido también en 1990 por el Ejército Guerrillero del Pueblo Gallego Libre (EGPGC) con una serie de atentados bomba en la provincia de Pontevedra y Santiago de Compostela[cita requerida]. A pesar de ello, durante los años 1998 a 1999 el Observatorio Geopolítico de las Drogas  señaló en un informe que una parte importante de la financiación de ETA procedía del narcotráfico.

### Década de 1990
En 1988 se iniciaron una serie de operaciones policiales contra el narcotráfico en Galicia que culminaron con la Operación Nécora el 12 de junio de 1990: una redada masiva que contó con la participación de 217 agentes que se saldó con 18 detenidos, incluyendo la de Laureano Oubiña, los dos hijos de Manuel Charlín Gama (que también sería detenido más adelante), Marcial Dorado y los empresarios Carlos Goyanes y Celso Barreiros. El macrojuicio se celebró en 1994 con múltiples condenas, sin embargo, los acusados de ser los capos de los clanes gallegos fueron absueltos.

### Década de 2010
En la década de 2010 se llevaron a cabo diversas incautaciones e investigaciones judiciales como las llevadas a cabo en el denominado Caso Macedonia que arrancó en mayo de 2009 por el juez Aguirre en las que esta imputado por los delitos de asociación ilícita, soborno, tráfico de influencias, blanqueo de capitales Manuel Gutiérrez Carbajo, que fue colaborador de los Mozos de Escuadra, la Policía Nacional y la Guardia Civil, y en las que al menos se imputo en 2016 a dos policías locales y dos funcionarios de prisiones a penas entre dos y siete años de cárcel por intentar introducir droga en la celda de un preso para intentar perjudicarle.
El ex director general de TerCat José Mestre Fernández fue condenado a nueve años de cárcel por facilitar la entrada de un alijo de 187 kilos de cocaína, ocultos en un contenedor de gambas congeladas, en la terminal de carga del puerto de Barcelona que dirigía.
Operación Baluma: En noviembre de 2019, el Servicio de Vigilancia Aduanera y la Guardia Civil interceptaban un submarino artesanal con al menos 3 toneladas de cocaína, con un valor aproximado de 100 millones de euros. La embarcación tenía unos 20 metros de eslora y estaba fabricada en fibra de vidrio. No era la primera vez que un sumergible operaba en tierras gallegas, detectádose uno de 11 metros de eslora en 2006. Aunque el uso de narcosubmarinos es relativamente común en América, rara vez se ven en Europa, y los investigadores asumen su propiedad a alguna organización criminal poderosa, con sede en América Latina. La ruta de la embarcación fue Colombia-Portugal-Galicia. A finales de noviembre se entregó el submarino a la Escuela Naval de Marín para su inspección forense. El juzgado n.º 1 de Cangas ordenó prisión para los dos tripulantes, Luis Tomás B.M. y Pedro Roberto D.M, ambos ciudadanos ecuatorianos.

### Década de 2020
Durante la pandemia: las FCSE españolas informaron de la situación de la droga durante el confinamiento. Por una parte, la restricción de movimientos de la ciudadanía y la mayor presencia policial en las calles reducía la venta al por menor, reportándose algún incidente en centros penitenciarios por el síndrome de abstinencia en algunos adictos. Por otra parte, y como puede apreciarse en el resto de este artículo, las operaciones de narcotráfico seguían activas en España, dada la concentración de efectivos policiales en tareas de control de población durante la pandemia. En Barcelona por ejemplo, se reportó el uso de riders para llevar droga al domicilio particular de los consumidores que se hallaban confinados o teletrabajando.

##### Enero
Los Mozos de Escuadra colaboran con la Guardia Urbana para detener a 4 personas que operaban narcopisos en Barcelona, una problemática común en barrios como Ciudad Vieja y La Mina, todos de nacionalidad española. Se incauta hachís, cocaína, y al menos una arma larga. Paralelamente, una operación conjunta con el Cuerpo Nacional de Policía se salda con 50 detenidos más, la mayoría de origen paquistaní.

##### Febrero
Los Mozos de Escuadra colaboran con la Europol para detener a 14 personas que ocultaban 1.413 kilos de cocaína en San Baudilio de Llobregat, a instancias de su Juzgado n.º 1. La policía catalana vinculó la operación con la del caso Juliet (2014-2016) por la logística adoptada. De los 14 detenidos había 12 españoles, 1 marroquí, y 1 colombiano. Al menos 10 de ellos ingresaron en prisión. La investigación apuntaba a Holanda.

##### Abril
Los Mozos de Escuadra colaboran con Aduanas para detener a 23 personas que transportaban hachís con embarcaciones de recreo, a instancias del Juzgado n.º 1 de Tortosa. Se trata del mayor alijo de hachís hasta la fecha en Cataluña, con once toneladas incautadas, que acabará con 16 detenidos en prisión, en una investigación que empezó en Marruecos en 2018, y que empezaba a funcionar en Sudamérica. En total, se estima el valor de la droga en 66 millones de euros.
El Cuerpo Nacional de Policía y Aduanas, en colaboración con la DEA y la NCA británica, detienen a 28 personas en el transcurso de la Operación Pantín, interceptando al barco arrastrero MV Karar con 4.500 kilos de cocaína a 300 millas de la costa gallega. Quince de los detenidos eran tripulantes del barco, todos de origen asiático excepto un gallego. Los detenidos que se encontraban en tierra eran gallegos. El juzgado de instrucción n.º 3 de Vigo se hizo cargo de las diligencias, enviando a todos los tripulantes a prisión, tras tomarles declaración de forma telemática. Según los investigadores, el MV Karar salió de Panamá, cargó la droga en el lado venezolano de La Guajira, y varias lanchas de Rías Bajas debían ir a su encuentro en altamar para el intercambio, lo cual no llegó a ocurrir debido a la intervención policial.

##### Junio
Durante la Operación Pantín, la DEA sospechó de otros dos barcos en los que finalmente no se encontró nada, expresando su malestar a las FCSE españolas por posibles filtraciones. El marinero Pablo S. del SVA fue detenido por cobrar 370.000€ de un ciudadano colombiano a cambio de información. También dos guardias civiles, que podrán volver al cuerpo cuando cumplan condena, habían sido detenidos previamente por colaborar con el narco Juan Carlos Santórum.
En Andalucía, GC y CNP investigan "vuelcos" (robo de droga entre organizaciones criminales), en el marco de la operación ARKA-ALAR, en la cual también participan los Mozos de Escuadra debido al alcance geográfico de estos incidentes. El Estrecho de Gibraltar tiene un largo historial de tráfico de droga, dónde bandas marroquíes, latinoamericanas, y holandesas empiezan a introducir el tráfico de cocaína tras años de protagonismo del hachís.
En Valencia, GC y CNP incautan 561 kilos de cocaína en el Puerto, en un cargamento de nueces proveniente de California, previas escalas en Panamá y Colombia. La cocaína llegó a Valencia a bordo del buque Singapore Express, un buque dónde ya se habían encontrado drogas anteriormente, ya que los narcos usan el método del ‘rip-off’ o ‘gancho perdido’, lo que dificulta a los operadores logísticos detectar irregularidades en la carga legítima.

##### Septiembre
A unas 88 millas al oeste de la isla de La Palma, La Guardia Civil (GC) interviene al velero croata "Majic" con una tonelada de cocaína a bordo (980 paquetes). La embarcación hacía una nueva ruta del narcotráfico que utiliza puertos africanos, menos controlados que los sudamericanos, saliendo de Dubrovnik. La Operación Falkusa, dirigida por la Audiencia Nacional y ejecutada por la UCO, se salda con los tres tripulantes croatas del barco detenidos.
La Fiscalía General del Estado (FGE) informa que Pontevedra duplica la tasa de delitos por narcotráfico en España, por delante de Madrid, Valencia y Barcelona. El comisario Antonio Duarte indicó que la falta de denuncias y colaboración ciudadana no ayudan a la lucha contra este fenómeno, con la cocaína, heroína y hachís como principales sustancias de tráfico. El mismo comisario consideró que la pandemia había alterado el tráfico internacional de drogas.
El SVA, el CNP y la Armada interceptan cuatro narcoveleros en aguas de Baleares, el Estrecho de Gibraltar, Canarias y Mauritania, fletados por una banda de Europa del Este, con 35 toneladas de hachís (unos 60-80 millones de euros), en la que será la mayor operación internacional (Operación Goleta-Gratil) contra este tipo de droga en la historia de España. Las autoridades judiciales de El Puerto de Santa María, Manacor, Inca y Telde procesan a 9 ciudadanos búlgaros y 2 rusos.

## Fuerzas contra el narcotráfico
- Cuerpo Nacional de Policía
  - Comisaría General de Policía Judicial
    - Unidad de Droga y Crimen Organizado

  - Grupos de Respuesta Especial para el Crimen Organizado
- Guardia Civil
  - Unidad Central Operativa
- Servicio de Vigilancia Aduanera
- Mozos de Escuadra (División de Investigación Criminal)
- Ertzaintza

## Organizaciones criminales
Según un informe del Centro de Inteligencia contra el Terrorismo y el Crimen Organizado (CITCO) presentado en mayo de 2017, en España hay 115 grupos organizados dedicados al tráfico de cocaína, 103 de hachís, 40 de marihuana y 25 de heroína. Estos grupos funcionan habitualmente en red, subcontratándose servicios entre sí.

### Los clanes gallegos
El narcotráfico en Galicia está organizado por clanes dedicados al narcotransporte, principalmente de cocaína. La droga se introduce por mar, en barcos que fondean frente a la costa y se traslada a tierra mediante lanchas planeadoras. Según la Policía, actualmente[¿cuándo?] se estima que hay entre diez y doce clanes en activo.

## Rutas

### Hachís
España es uno de los principales puntos de entrada en Europa de hachís proveniente de Marruecos. La provincia de Cádiz es el principal punto de entrada en España.

### Cocaína
España es uno de los principales puntos de entrada de la cocaína en Europa con origen en América del Sur. Históricamente, Galicia solía ser el principal punto de entrada en España, donde los clanes de la droga locales colaboran con los cárteles colombianos para su importación. Sin embargo, tras el arresto de importantes narcotraficantes gallegos como Sito Miñanco y a la disolución de muchas de las mafias, los puertos del sur del país como el de Algeciras se han convertido en el principal punto de llegada.

### Heroína
España es un país receptor de heroína. La principal ruta de entrada es la vía marítima desde Róterdam (Países Bajos) a donde llega desde países productores como Afganistán.

## En la ficción
España es considerada una de las principales puertas de entrada del narcotráfico a Europa, en gran medida dada la proximidad geográfica con países productores del Magreb, o la cercanía cultural y lingüística con Latinoamérica, también gravemente afectada por el crimen organizado. Este fenómeno ha suscitado interés entre el mundo del cine y la televisión, con diferentes series y películas, que empezaron a nacer a finales de 1970 de la mano del conocido como cine quinqui, focalizándose en la vida de los toxicómanos y el menudeo, así como en la dura llegada de la heroína a España.
Más recientemente han aparecido películas más focalizadas en el crimen organizado y el narcotráfico a gran escala como El Niño, con Luis Tosar como protagonista, asesorada por el Cuerpo Nacional de Policía y el Servicio de Vigilancia Aduanera. También apareció Fariña, basada en el libro homónimo, sobre el tráfico de drogas y la corrupción política en Galicia. Otras series que obtuvieron éxito fueron Vivir sin Permiso, El Príncipe y Sin tetas no hay paraíso. También fue notable la participación de actores españoles en la exitosa serie estadounidense Narcos, basada en la vida del narco colombiano Pablo Escobar.